# Guadeloupefonden
Guadeloupefonden var den särskilda betalning som Storbritannien erlade till det svenska kungahuset som ersättning för den västindiska ögruppen Guadeloupe. 
Bakgrunden var att Storbritannien, som hade erövrat Guadeloupe från Frankrike, år 1813 lämnade över ön till Sveriges kung Karl XIII och hans efterkommande som kompensation för att den svenske kronprinsen Karl Johan skulle kunna drabbas av egendomsförluster när Sverige anslöt sig till alliansen mot Napoleon I. Vid Parisfreden 1814 återlämnades Guadeloupe till Frankrike, och det svenska kungahuset fick i stället 24 miljoner franc. Denna summa användes år 1815 till att betala den svenska statsskulden. 
Kronprinsen (sedermera Karl XIV Johan) och hans efterkommande på svenska tronen fick av ständerna i stället en årlig ränta på pengarna, utgörande 200 000 riksdaler banko. Denna så kallade Guadelouperänta var ett särskilt anslag i statsbudgeten ända fram till 1983, då det avskaffades efter en överenskommelse med den brittiska kronan. Guadelouperäntan var då på 300 000 kronor.